# 剑桥圆环

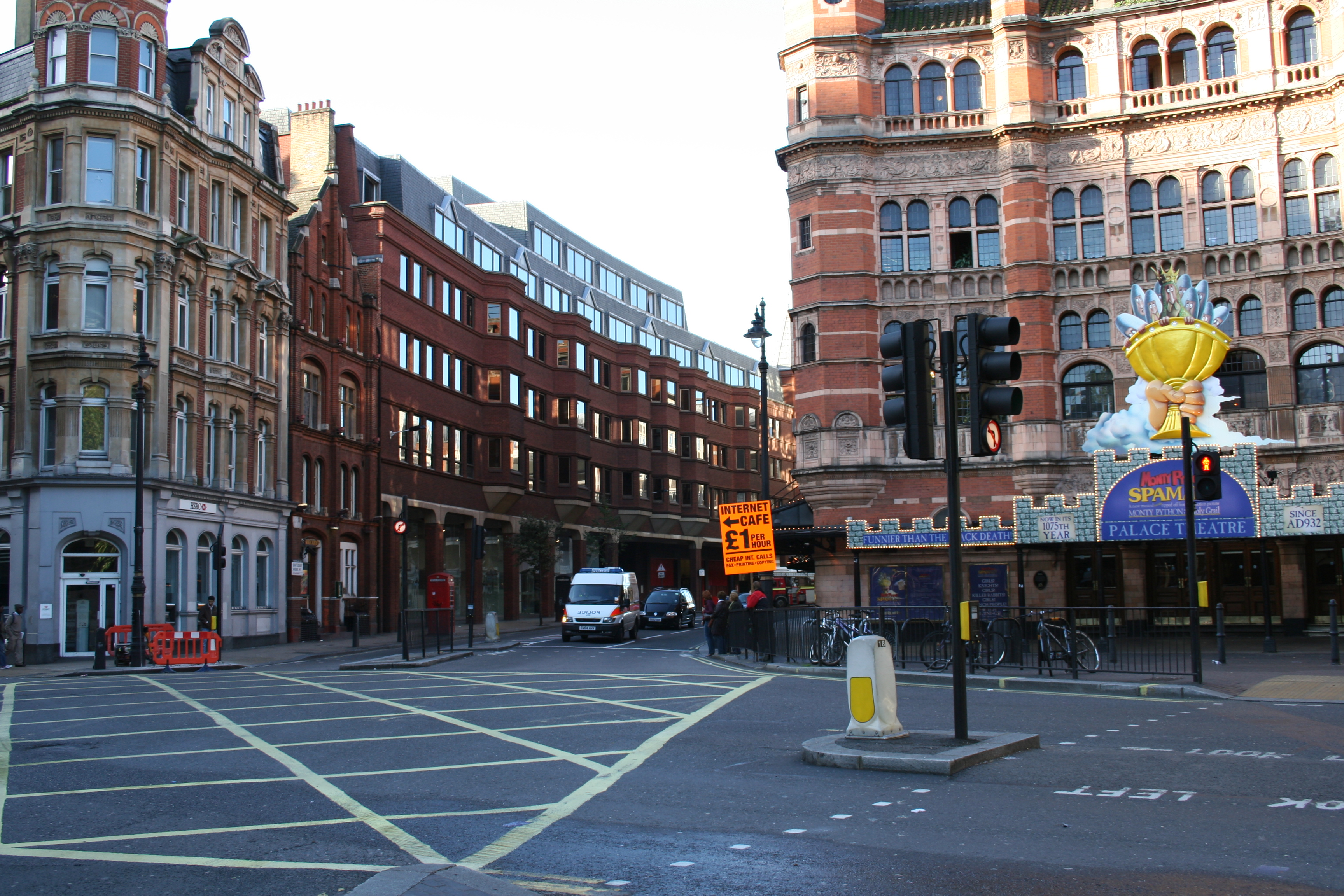
剑桥圆环和皇宫剧院

剑桥圆环（英語：Cambridge Circus）是伦敦的一个交通路口（原为圆形广场），位于沙夫茨伯里大街和查令十字路交汇处，介于圣吉尔斯圆环（托登罕宮路站）与莱斯特广场之间。
皇宫剧院（Palace Theatre）位于剑桥圆环西侧。
约翰·勒卡雷在他的间谍小说中，将英国情报部门的总部设于沙夫茨伯里大街和剑桥圆环的一座建筑物，并将其绰号设定为“圆环”，BBC记者注意到，勒卡雷描述的大门接近于剑桥圆环以北的查令十字路90号。实际上，秘密情报局从未设在剑桥圆环或其附近。